# Job 22
Job 22 es el vigesimosegundo capítulo del Libro de Job en la Biblia hebrea o el Antiguo Testamento del Cristianismo . El libro es anónimo; la mayoría de los estudiosos creen que fue escrito alrededor del siglo VI a. C. Este capítulo recoge el discurso de Job, que pertenece a la sección Diálogo del libro, y comprende Job 3:1–Job 31:40.

## Texto
El texto original está escrito en lengua hebrea. Este capítulo se divide en 30 versículos.

### Testimonios textuales
Algunos manuscritos antiguos que contienen el texto de este capítulo en hebreo pertenecen al Texto masorético, que incluye el Códice de Alepo (siglo X) y el Codex Leningradensis (1008). Se encontraron fragmentos que contienen partes de este capítulo en hebreo entre los Rollos del Mar Muerto, incluyendo 4Q100 (4QJobb; 50–1 a. C.) con los versículos 15–17 conservados.

## Análisis
La estructura del libro es la siguiente:
- El prólogo (capítulos 1-2)
- El diálogo (capítulos 3-31)
- Los veredictos (32:1-42:6)
- El epílogo (42:7–17)

Dentro de la estructura, el capítulo 22 se agrupa en la sección Diálogo con el siguiente esquema:
- La maldición y el lamento de Job (3:1–26)
- Primera ronda (4:1-14:22)
- Segunda ronda (15:1-21:34)
- Tercera ronda (22:1-27:23)
  - Elifaz (22:1-30)
    - Las ofensas de Job (22:1-11)
    - El conocimiento y el poder de Dios (22:12–20)
    - Exhortación a Job a arrepentirse (22:21–30)

  - Job (23:1–24:25)
  - Bildad (25:1–6)
  - Job (26:1–27:23)
- Interludio: poema sobre la sabiduría (28:1-28)
- Resumen de Job (29:1-31:40)

La sección del diálogo está compuesta en formato poético, con una sintaxis y una gramática distintivas. Comparando los tres ciclos de debate, el tercero (y último) puede considerarse «incompleto», ya que no hay ningún discurso de Zofar y el de Bildad es muy breve (solo seis versículos), lo que puede indicar un síntoma de desintegración de los argumentos de los amigos. En su último discurso del libro (capítulo 22), Elifaz se vuelve más directo en su acusación de Job como pecador, incluso más allá de la posición de Bildad y Zofar, al confrontar a Job con una lista de supuestas ofensas (versículos 1-11) en contraste con el conocimiento y el poder de Dios (versículos 12-20), por lo que al final Elifaz insta a Job a arrepentirse (versículos 21-30).

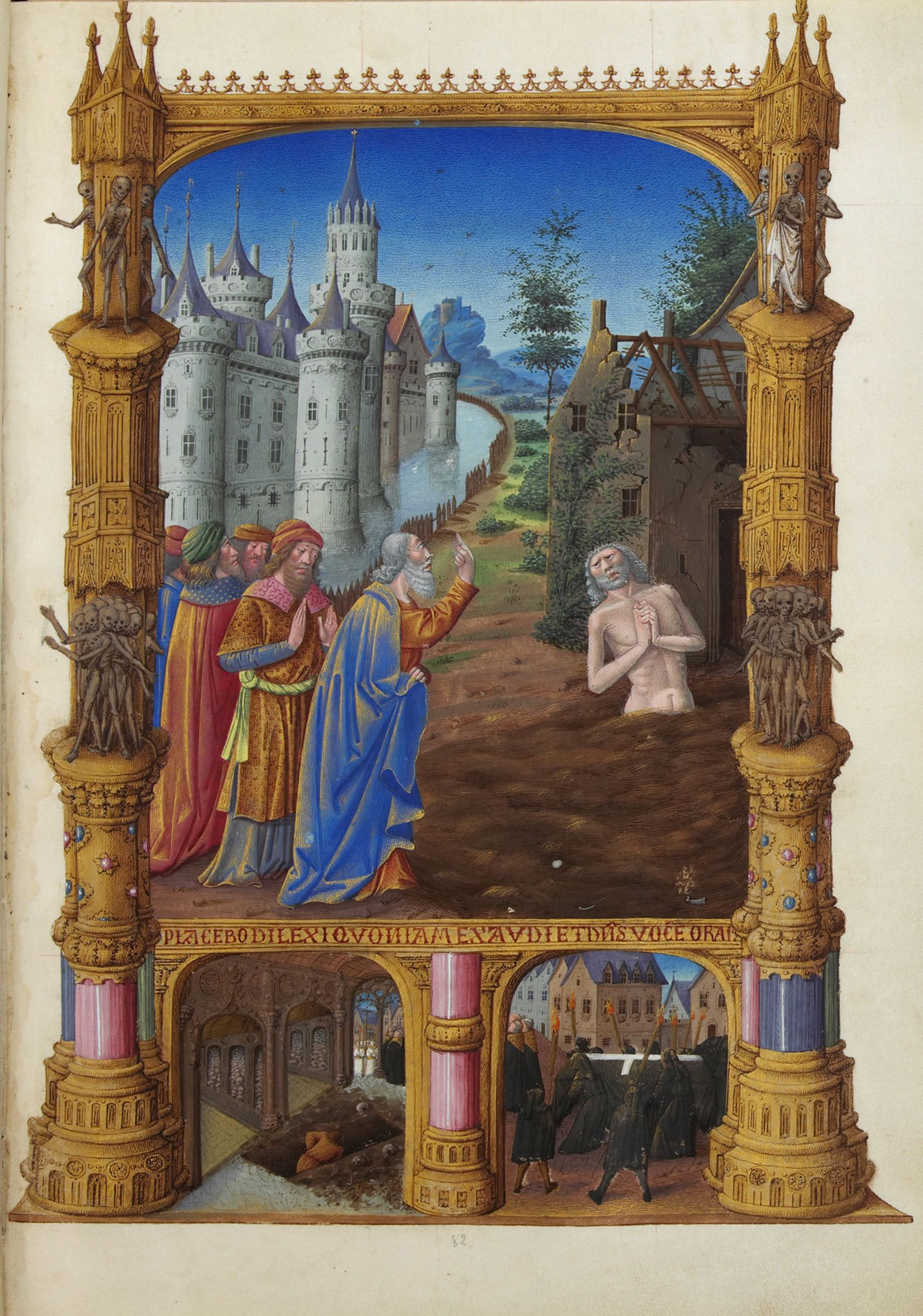
«Job burlado por sus amigos». De: “'Les Très Riches Heures du duc de Berry”', folio 82r. Musée Condé, Chantilly.

## Elifaz enumera las ofensas de Job (22:1–11)
Aunque Elifaz comienza su discurso con un tono amable, pronto ataca a Job por tener una piedad defectuosa hacia Dios («temor de Dios»), lo que podría ser un intento de Job de sobornar a Dios para que pase por alto su verdadera maldad (versículo 4). A continuación, sigue una serie de acusaciones (resumen en el versículo 5, ejemplos en los versículos 6-11) de que Job podría haber pecado, traicionando la firme creencia de Elifaz en la teología de la retribución, según la cual solo una gran culpa puede explicar el gran sufrimiento de Job. Job negará específicamente todos estos cargos en su juramento de inocencia en capítulo 31.

### Versículo 4
[Elifaz dijo:] «¿Es por tu temor a Él que te corrige,
“y entra en juicio contigo?
- «Tu temor hacia Él»: o «tu piedad», una referencia a la reverencia de Job hacia Dios.[17] La respuesta esperada a la pregunta es que Dios no castiga a Job porque sea justo, sino porque debe ser injusto.[18]

## Elifaz insta a Job a reconocer el conocimiento de Dios y arrepentirse de sus pecados (22:12–30)
En la primera parte de esta sección, Elifaz describe la majestad de Dios (versículo 12) para contrarrestar lo que él percibe como la afirmación de Job de que Dios tiene un conocimiento limitado y es incapaz de ver a través de la oscuridad profunda, por lo que no puede juzgar adecuadamente. Elifaz concluye que Job debe ser culpable por asociación, ya que describe a los malvados e insinúa que Job debe ser como ellos (versículos 15-20). Finalmente, Elifaz esboza el camino para que Job vuelva a Dios, es decir, más allá del retorno inicial, también para recibir instrucción (“'tora”' o Torá de Dios y poner sus palabras en su corazón (versículo 22); un buen consejo que está mal dirigido, ya que es Elifaz quien tendrá que seguirlo (Job 42:7-9), en lugar de Job. El análisis y los consejos ordenados de Elifaz se basan, lamentablemente, en un diagnóstico erróneo de la situación de Job y, con este discurso, Elifaz parece quedarse sin argumentos, ya que su parte en el diálogo se está agotando (versículo 29).

### Versículo 24

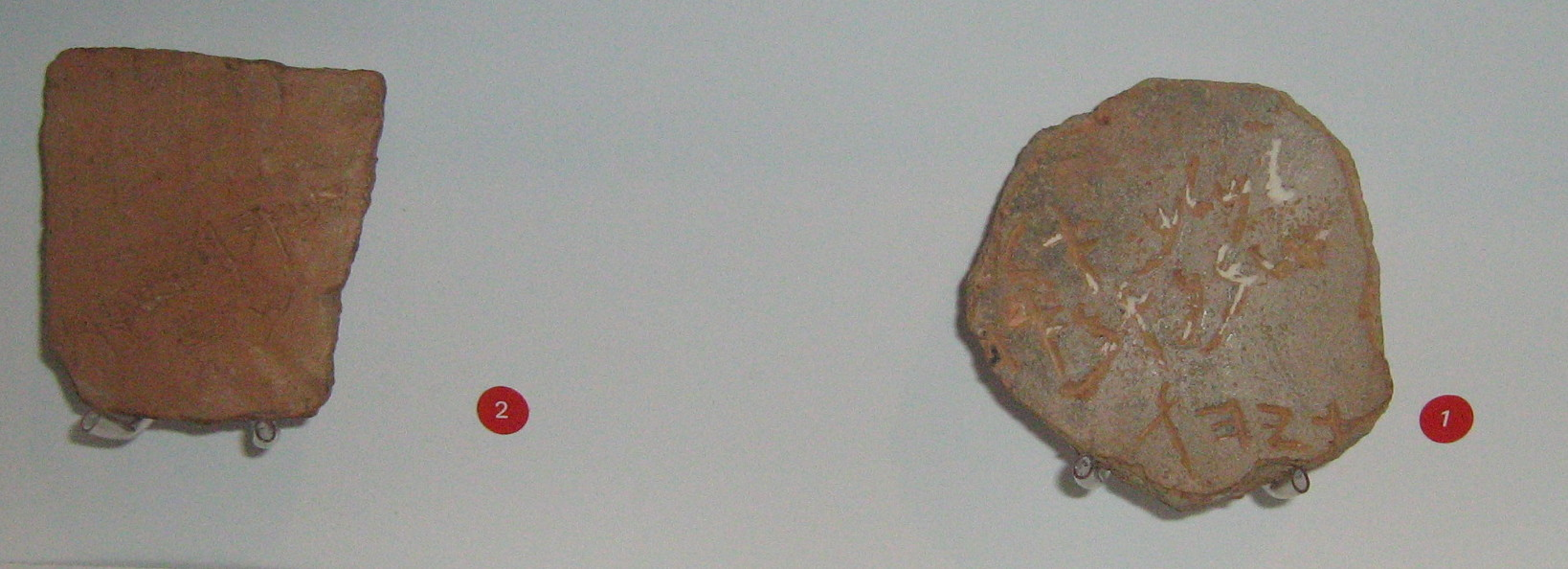
Ostraca de Tel Qasile en una exposición especial en Tel Aviv en 2009. A la izquierda (2) se encuentra el «fragmento de Beth-horon» con el texto que dice: «Oro de Ofir a Beth Horon 30 shekels».

[Elifaz dijo:] «Entonces acumularás oro como polvo,
y el oro de Ofir como piedras de los arroyos».
- «Oro de Ofir»: famoso en los escritos antiguos como «oro de muy alta calidad», aunque la ubicación de Ofir es objeto de debate.[23] En el yacimiento arqueológico de Tell Qasile, cerca de Tel Aviv, se encontró un ostracon del siglo VIII a. C. en el que se menciona el «oro de Ofir» escrito en alfabeto paleohebreo.[23]

### Versículo 29
[Elifaz dijo:] «Cuando los hombres son abatidos, y tú dices: «¡Hay un tiempo de exaltación!» 
entonces Él salvará al humilde».
- «Hay un tiempo de exaltación»: traducido de la palabra hebrea גֵּוָה, gê-wāh,[25] que puede significar «altivez; orgullo»; aquí la palabra puede traducirse simplemente como «arriba» o «orgullo» (cf. «Es por orgullo» en ESV).[26]
- «Humilde»; en hebreo, literalmente «el de ojos humildes».[27]

## Comentarios

### De la Iglesia católica

#### A todo el capítulo
En su tercer discurso, Elifaz cambia el tono respetuoso inicial y acusa a Job con dureza. Ya no habla de faltas genéricas, sino que lo señala como culpable de abusos sociales y de incoherencia entre su fe y su conducta. Aunque su intervención está bien estructurada y utiliza referencias bíblicas, carece de sinceridad: las citas parecen fórmulas vacías y las acusaciones, lugares comunes sin pruebas sólidas. La introducción (vv. 1-5) reflexiona sobre la relación del hombre con Dios, rechazando que se busque a Dios por interés o que las buenas obras aporten algún beneficio a Él. Esto recuerda la sospecha inicial de Satanás sobre la piedad interesada de Job (1,10; 2,5). El núcleo del discurso (vv. 6-11) imita las denuncias de los profetas y acusa a Job de haberse enriquecido a costa de los pobres, sin contemplar la posibilidad de un patrimonio legítimo.
Después (vv. 12-20), lo tacha de impío, atribuyéndole la idea de que Dios no ve ni se ocupa de la vida humana (Sal 73,11; 94,7; Jr 23,23-24), una distorsión de las verdaderas quejas de Job. Finalmente (vv. 21-30), lo exhorta a volverse a Dios para recuperar prosperidad y bienestar. Sin embargo, su consejo se basa en la doctrina de la retribución inmediata: el justo prospera, el impío se arruina, sin admitir que el sufrimiento pueda afectar también al inocente.

#### A los versículos 29-30
El cierre del discurso de Elifaz contiene ideas que resultan sorprendentemente profundas para su forma habitual de argumentar. El versículo 29, en el hebreo original, es una máxima sin sujeto que admite varias lecturas. La Vulgata lo traduce como: «El que sea humillado, alcanzará la gloria», en sintonía con expresiones del Nuevo Testamento. Sin embargo, es posible entender que el sujeto implícito sea Dios, quien, en su retribución, actúa con firmeza contra los soberbios.
El versículo 30 es todavía más enigmático y presenta diferencias notables entre el texto hebreo y las versiones antiguas. De forma literal, el hebreo afirma: «Él (Dios) librará al no inocente, y será librado por la pureza de tus manos», lo que implicaría que Dios podría liberar incluso a un culpable gracias a la inocencia de Job. Esta idea —la salvación del pecador por la rectitud de un justo— no encaja con la teología de la retribución defendida por los amigos de Job, por lo que resulta extraña en boca de Elifaz. La versión griega y la Vulgata optan por suavizar el sentido: sustituyen «no inocente» por «inocente», de modo que el mensaje vuelva al esquema tradicional: «El inocente se salvará; se salvará por la pureza de sus manos». Nuestra traducción combina el trasfondo doctrinal de esas versiones con el pronombre original en segunda persona («tus manos»), manteniendo así el matiz de la responsabilidad personal de Job: su destino —premio o castigo— dependerá de sus obras. No obstante, esta afirmación, aunque cierta, no agota la verdad sobre Dios. Para evitar pensar que el cielo es un pago debido y no un don gratuito, Gregorio Magno interpreta este versículo destacando que la salvación es gracia divina, no simple consecuencia del mérito humano.

Dios da a cada uno según sus obras (…), pero si se piensa que alguno se salva por la inocencia de sus manos de tal manera que él por sus propias fuerzas llegó a ser inocente, sin duda es error. Porque si la gracia divina no va por delante, nunca llega nadie a ser inocente y a merecer la remuneración